# Aude Biannic
Aude Biannic (nascida em 27 de março de 1991) é uma ciclista francesa que representou França nos Jogos Olímpicos de Verão de 2012 em Londres, onde terminou em 10º lugar na prova de estrada individual.